# Dekaloog, zes
Dekaloog, zes (Pools: Dekalog, sześć) is een Poolse televisiefilm uit 1988. Dit zesde deel van de Dekaloogserie van regisseur Krzysztof Kieślowski gaat over het zesde gebod: U zult niet echtbreken.
Een uitgebreide bioscoopversie van dit deel werd uitgebracht als Een korte film over liefde, Pools:  Krótki film o miłośc.

## Verhaal
Tomek is een negentienjarige wees die woont bij de moeder van een vriend. Hij werkt op het plaatselijke postkantoor. Met een telescoop bespiedt hij Magda, een aantrekkelijke vrouw van in de dertig, die in een appartement tegenover hem woont. Tomek stuurt haar nepberichten om geld op te halen op het postkantoor, alleen om haar te zien. Magda ontvangt veel minnaars in haar appartement. Tomek slaagt erin haar date te verpesten door de loodgieter te bellen om een gaslek te controleren.
Om Magda vaker te zien, neemt Tomek een extra baantje om 's ochtends melk te bezorgen. Magda gaat naar het postkantoor met een nieuw bericht dat Tomek haar heeft gestuurd en wordt door de kantoorbeheerder ervan beschuldigd het kantoor te bestelen door valse briefjes te overleggen. Magda verlaat het postkantoor. Tomek volgt haar en bekent zijn voyeurisme. Ze gelooft hem aanvankelijk niet, maar als hij zegt dat ze gisteravond huilde, realiseert ze dat het waar is.
Die nacht ziet Magda Tomek weer gluren. Ze gebaart dat hij haar moet bellen. Hij doet dat en ze zegt dat hij goed te kijken. Ze ontvangt haar minnaar en, net als ze op het punt staan seks te hebben, stopt ze en vertelt hem dat ze bespied worden. Hij wordt boos, gaat naar het gebouw van Tomek en wil hem spreken. Tomek komt naar buiten en krijgt een klap van Magda's vriend.
De volgende dag opent Magda de deur als Tomek melk bezorgt. Hij verklaart haar zijn liefde. Na te hebben gevraagd wat hij van haar wil, waarop hij niet kan beantwoorden, accepteert ze een date om een ijsje te eten. Na de date gaat hij mee naar haar appartement. Ze pakt zijn handen en legt ze op haar bijna naakte lichaam. Tomek bereikt te vroeg een orgasme. Emotioneel gekwetst door Magda's onverschilligheid, rent Tomek naar huis en snijdt zijn polsen door. Hij wordt naar het ziekenhuis gebracht.
Magda ziet hem lange tijd niet en maakt zich zorgen. Nu is zij degene die geobsedeerd is door Tomek en ze doet er alles aan om hem te zien. Enige tijd later is Tomek terug uit het ziekenhuis en werkt weer op het postkantoor. Magda zoekt hem daar op. Tomek zegt zachtjes: "Ik bespied je niet meer".

## Rolverdeling
| Acteur              | Personage          |
| ------------------- | ------------------ |
| Grazyna Szapolowska | Magda              |
| Olaf Lubaszenko     | Tomek              |
| Stefania Iwinska    | hospita van Tomek  |
| Artur Barcis        | man met een koffer |
| Stanislaw Gawlik    | postbode           |
| Piotr Machalica     | Roman              |
| Rafal Imbro         | minnaar van Magda  |
| Jan Piechocinski    | minnaar van Magda  |